# Wolfgang Philipp von Orsini-Rosenberg
Wolfgang Philipp Neri Josef Franz Xaver Johann Nepomuk Domitian von Orsini-Rosenberg (* 4. Juni 1734 in Klagenfurt; † 8. September 1821 in Linz) war Ritter des Deutschen Ordens.

## Leben
Der Sohn des Grafen Wolfgang Andreas von Orsini-Rosenberg und der Gräfin Amalia Therese von Löwenstein-Wertheim wurde am 6. März 1767 in Brüssel in die Ballei Alden Biesen des Deutschen Ordens als Ritter aufgenommen. Von 1794 bis 1796 Komtur zu Sint-Pieters Voeren, war er seit 1796 Komtur zu Ordingen. Faktisch war er nicht nur Kammerherr des Kaisers, sondern  Leutnant-Kolonell des Infanterie-Regimentes von Thierheim und später Kolonell des Regimentes Cellemberg.